# Primera División (Argentinien) 1944
Die Primera División 1944 war die 14. Spielzeit der argentinischen Fußball-Liga Primera División. Begonnen hatte die Saison am 16. April 1944. Der letzte Spieltag war der 26. November 1944. Als Aufsteiger kam der CA Vélez Sarsfield aus der Primera B Nacional dazu. Die Boca Juniors beendeten die Saison als Meister und wiederholten damit ihren Vorjahrestriumph. In die Primera B Nacional musste der CA Banfield absteigen.

## Abschlusstabelle
| Pl. | Verein                    | Sp. | S  | U  | N  | Tore    | Diff. | Punkte |
| --- | ------------------------- | --- | -- | -- | -- | ------- | ----- | ------ |
| 1.  | Boca Juniors (M)          | 30  | 19 | 8  | 3  | 082:410 | +41   | 46     |
| 2.  | River Plate               | 30  | 17 | 10 | 3  | 068:430 | +25   | 44     |
| 3.  | Estudiantes de La Plata   | 30  | 16 | 7  | 7  | 066:430 | +23   | 39     |
| 4.  | CA San Lorenzo de Almagro | 30  | 12 | 10 | 8  | 061:490 | +12   | 34     |
| 5.  | CA Independiente          | 30  | 11 | 11 | 8  | 055:450 | +10   | 33     |
| 6.  | Racing Club               | 30  | 13 | 6  | 11 | 056:550 | +1    | 32     |
| 7.  | CA Huracán                | 30  | 13 | 5  | 12 | 080:720 | +8    | 31     |
| 8.  | Club Atlético Atlanta     | 30  | 11 | 9  | 10 | 063:580 | +5    | 31     |
| 9.  | CA Newell’s Old Boys      | 30  | 10 | 7  | 13 | 063:620 | +1    | 27     |
| 10. | CA Vélez Sarsfield (N)    | 30  | 10 | 7  | 13 | 045:490 | −4    | 27     |
| 11. | CA Rosario Central        | 30  | 9  | 9  | 12 | 050:560 | −6    | 27     |
| 12. | CA Platense               | 30  | 9  | 6  | 15 | 062:720 | −10   | 24     |
| 13. | Ferro Carril Oeste        | 30  | 7  | 9  | 14 | 044:670 | −23   | 23     |
| 14. | CA Lanús                  | 30  | 7  | 8  | 15 | 038:650 | −27   | 22     |
| 15. | Chacarita Juniors         | 30  | 6  | 9  | 15 | 043:690 | −26   | 21     |
| 16. | CA Banfield               | 30  | 4  | 11 | 15 | 047:770 | −30   | 19     |

| (M) | Vorjahres-Meister                                    |
| (N) | Vorjahres-Aufsteiger aus der Primera B Nacional 1943 |

## Meistermannschaft
| CA Boca Juniors | CA Boca Juniors |
| --------------- | --- |
|                 | Marcial Barrios, Mario Boyé, Pío Corcuera, Obdulio Diano, Bernardo Gandulla, Luis Laidlaw, Ernesto Lazzatti, José Marante, Atilio García, Natalio Pescia, Mariano Sánchez, Jaime Sarlanga, Carlos Adolfo Sosa, Héctor Vacarezza, Claudio Vacca, Víctor Valussi, Severino Varela, Enrique Vilanoba, Alfrédo Zárraga Trainer: Alfredo Garassini |

## Torschützenliste
| Pl. | Nat.          | Spieler              | Verein                  | Tore |
| --- | ------------- | -------------------- | ----------------------- | ---- |
| 1   | Paraguay 1842 | Atilio Mellone       | CA Huracán              | 26   |
| 2   | Argentinien   | Ángel Labruna        | River Plate             | 25   |
| 3   | Argentinien   | Luciano Agnolín      | Club Atlético Atlanta   | 21   |
| 3   | Argentinien   | Rinaldo Martino      | CA San Lorenzo          | 21   |
| 5   | Argentinien   | Rubén Bravo          | CA Rosario Central      | 19   |
| 5   | Argentinien   | Roberto D’Alessandro | Racing Club             | 19   |
| 5   | Argentinien   | Ricardo Infante      | Estudiantes de La Plata | 19   |